# Zamarada principis
Zamarada principis là một loài bướm đêm trong họ Geometridae.